# TWA Flight 847
Trans World Airlines Flight 847 var en flight från Kairo till San Diego med mellanlandningar i Aten, Rom, Boston och Los Angeles. På morgonen den 14 juni 1985 kapades Flight 847 strax efter start från Aten. Kaparnas krav var att Israel skulle frige 700 shiamuslimer som satt i fångenskap och tog planet flera gånger till Beirut och Alger. En västerländsk analys betraktade kaparna som medlemmar av milisgruppen Hizbollah, ett påstående som Hizbollah själva tillbakavisar.
Passagerare och besättning utstod en tre dagar lång interkontinental prövning. Några passagerare hotades medan andra misshandlades ombord. Passagerare med judiska för- och efternamn skildes åt från de andra passagerarna. Marinsoldaten Robert Stethem blev mördad och hans kropp dumpades utanför flygplanet. Ett dussintal passagerare frigavs av sina tillfångatagare flera veckor efter flygkapningen efter att några av förövarnas krav hade uppfyllts.

## Händelseförloppet

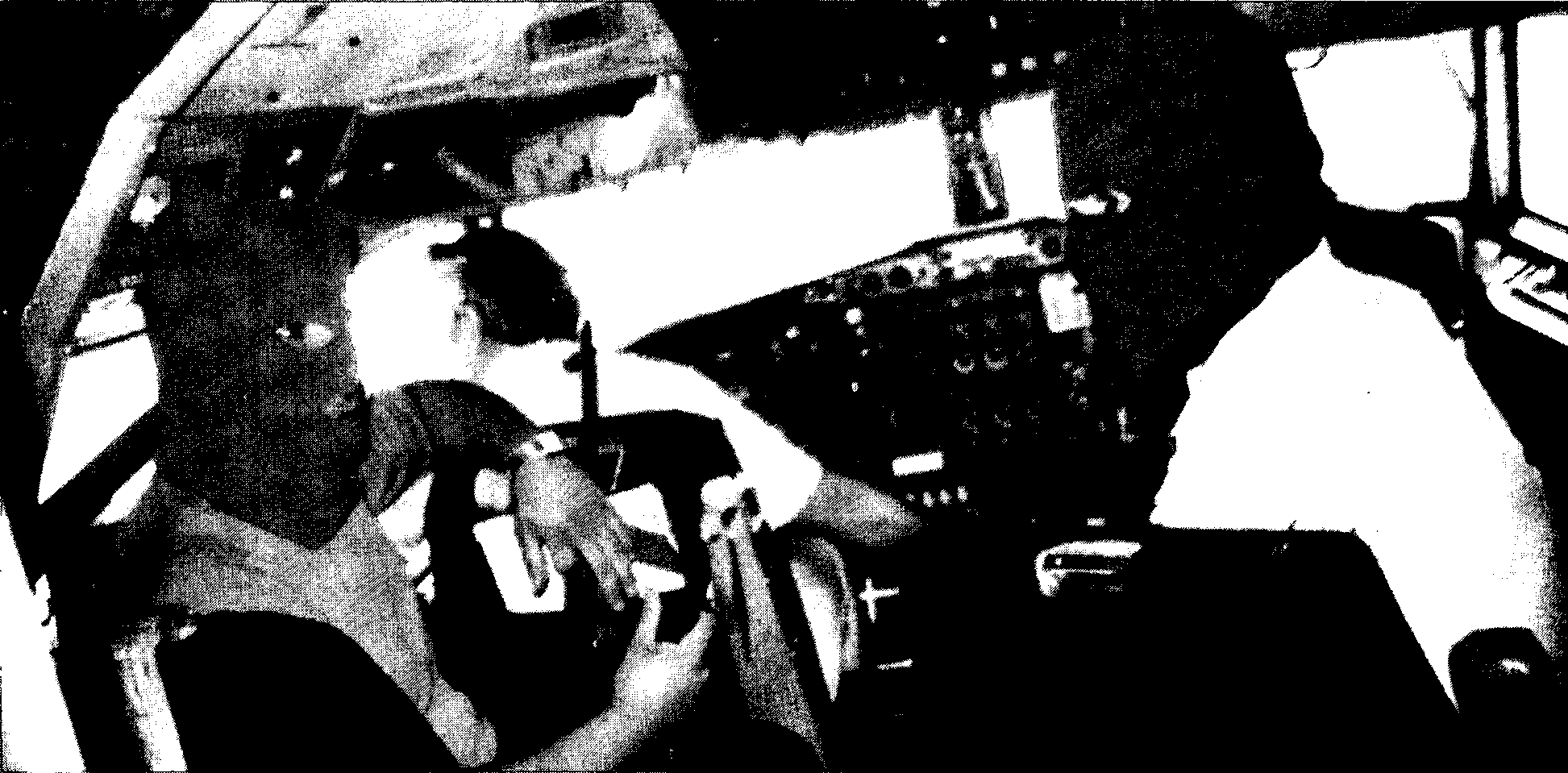
Beväpnade medlemmar ur milisgruppen Hizbollah på vakt i Flight 847:s cockpit.

Flight 847 var opererad med en Boeing 727-200, med registreringsnummer N64339. Flyget skulle avgå från Kairo på morgonen den 14 juni. Efter en händelsefattig flygning från Kairo till Aten gick en ny besättning ombord på Flight 847. Den nya flygbesättningen från Aten bestod av kapten John Testrake, första officer Phil Maresca, flygingenjör Christian Zimmerman, flygtjänstchef Uli Derickson och flygvärdinnorna Judy Cox, Hazel Hesp, Elizabeth Howes och Helen Sheahan.
Klockan 10:10 avgick Flight 847 från Aten till Rom. Strax därefter kapades planet av två arabisktalande libanesiska män som hade smugglat in en pistol och två handgranater genom Atens flygplats säkerhetskontroll. En av gärningsmännen identifierades senare som Mohammed Ali Hamadi, som så småningom greps och dömdes till livstids fängelse i Tyskland. Hamadi är en påstådd medlem av den shiamuslimska milisgruppen Hizbollah.
Kaparna attackerade Derickson, bröt sig in i cockpiten och släpade med sig henne innan de angrep och pistolpiskade Testrake, Maresca och Zimmerman.

### Till Beirut, sedan Alger
Då kapten Testrake hölls under pistolhot omdirigerades planet från sin ursprungliga destination Rom, medan man befann sig i grekiskt luftrum, till Mellanöstern där flyget gjorde sitt första stopp på Beirut-Rafic Hariris internationella flygplats i Libanon. Stoppet dröjde i flera timmar och 19 passagerare blev frigivna i utbyte mot flygbränsle. Strax före landningen vägrade man att låta Flight 847 landa i Beirut. Kapten Testrake hamnade i dispyt med flygledningen tills de gav efter. Han sade vid ett tillfälle "Han har dragit i ett handgranatsstift och han är redo att spränga flygplanet om han måste. Vi måste, jag upprepar, vi måste landa i Beirut. Vi måste landa i Beirut. Inget alternativ."
Under denna period befann sig Libanon mitt i ett inbördeskrig och huvudstaden Beirut var uppdelad i olika sektorer som kontrollerades av shiamuslimska Amal-miliser och Hizbollah. Samma eftermiddag fortsatte flygplanet sin flygning över Medelhavet till Alger, där ytterligare 20 passagerare frigavs under ett femtimmarsstopp innan de vände tillbaka till Beirut samma natt.

### Tillbaka till Beirut

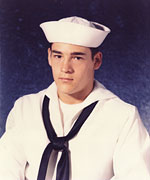
Robert Stethem, en marinsoldat från USA:s flotta, sköts ihjäl den 14 juni och dumpades på Beiruts flygplats.

Beiruts internationella flygplats var omgiven av ett shia-område. Området hade inget yttre försvarsverk och hade blivit övertaget av islamistiska muslimer. Närboende hade fri tillgång till landningsbanan.
Kaparna ombord på planet hade sett till att regelbundet misshandla alla militära passagerare, men under det andra stoppet i Beirut valde de ut en passagerare som de skulle döda. Passageraren de valde var Robert Stethem, en marinsoldat från USA:s flotta. De slog honom innan de sköt honom i högra tinningen och dumpade hans kropp utanför på rampen där de sköt honom en sista gång. Därefter sökte kaparna tillstånd till mer flygbränsle från flygtornet som hade ockuperats av shiamuslimska milistrupper. Sju amerikanska passagerare som befann sig ombord, alla med judiska efternamn, fördes bort från flygplanet och hölls sedan som gisslan i ett shiafängelse i Beirut.

### Alger, Beirut igen
Följande dag, den 15 juni, anslöt nästan ett dussin tungt beväpnade män sig till kaparna innan flygplanet skulle återvända till Alger, där ytterligare 65 passagerare och de fem flygvärdinnorna frigavs.
Kaparnas ursprungliga krav inkluderade:
- Frigivningen av "Kuwait 17", de inblandade i bombningen av USA:s ambassad i Kuwait 1983[10]
- Frigivningen av alla de 766 huvudsakligen libanesiska shiamuslimer som överförts till Atleat-fängelset i Israel[11], samt ett omedelbart tillbakadragande av israeliska styrkor från södra Libanon[12]
- Internationellt fördömande av Israel och USA

Den grekiska regeringen gick med på att släppa medbrottslingen Ali Atwa i utbyte mot åtta grekiska passagerare, inklusive popsångaren Demis Roussos, som senare kom att flygas tillbaka till Aten från Alger via statligt affärsflyg.
På eftermiddagen den 17 juni hade planets 40 återstående gisslan förts bort och hållits som gisslan av Hizbollah på olika platser i Beirut. Vid denna tidpunkt var Nabih Berri chef för Amal-milisen samt justitieminister i det splittrade Libanons kabinett. En av gisslan släpptes när han fick hjärtbesvär. De övriga 39 förblev gisslan fram till den 30 juni 1985 då de alla samlades in på en skolgård efter ett ingripande av USA:s president Ronald Reagan tillsammans med libanesiska tjänstemän. De frigivna möttes av internationella journalister och fördes senare till Syrien av den Internationella Rödakorskommittén där de utfrågades under en presskonferens på Sheraton Hotel i Damaskus.
Gisslan gick sedan ombord en C-141 Starlifter från USA:s flygvapen och flögs sedan till Rhein-Main Air Base i Hessen, Västtyskland. I Västtyskland möttes de av USA:s vicepresident George H.W. Bush och genomgick medicinska undersökningar innan de flögs till Andrews Air Force Base i Maryland och välkomnades hem av presidenten. Under de nästkommande veckorna frigav Israel över 700 shiamuslimska fångar samtidigt som de hävdade att fångarnas frigivning inte var kopplad till flygkapningen.

## Efterspelet

Kapten Testrake i cockpiten på Flight 847 med en av de libanesiska terroristerna.

Den mest ikoniska bilden från kapningen av Flight 847 visar kapten Testrake när han blir intervjuad av reportrar genom cockpitfönstret medan han är under pistolhot av en av de libanesiska kaparna. Scenen avbröts när en av de fransktalande Hizbollah-vakterna som lämnats av kaparna för att hålla koll på besättningen efter att de flesta passagerare och kabinpersonalen hade frigivits i Alger, och de återstående männen hölls i fångenskap på andra platser runt om i Beirut. Den unge milismannen kan ha laddat ur pistolen innan han kraschade scenen då han i första hand ville hamna på TV.
Flygvärdinnan Uli Derickson fick beröm för att hon hade lyckats lugna en av kaparna under en incident med flygbränsle under den första etappen till Beirut. Eftersom hon talade tyska kunde hon kommunicera med kaparna då det var det enda europeiska språk som de talade. En noterbar händelse var när Derickson avbröt vad som kanske skulle bli avslutet på kapningen i Alger när flygplatstjänstemännen vägrade tanka planet utan betalning. Hon erbjud sitt eget Shell-kreditkort som användes för att debitera cirka $5 500 för 22 700 liter flygbränsle. Hon fick senare ersättning för sin betalning. Derickson vägrade även samarbeta med flygkaparna då de ville att hon skulle gå igenom passagerarnas pass och peka ut dem som hade judiska för- eller efternamn.
USS Stethem, en jagare av klassen Arleigh Burke som beställdes 1995, namngavs för att hedra Robert Stethem. Flygplanet som var inblandat i kapningen togs senare i drift igen. Det förblev i tjänst för TWA tills flygplanet togs ur bruk den 30 september 2000. Flygplanet genomförde flygbolagets sista ceremoniella intäktsflygning av deras Boeing 727-flotta. I maj 2002 skrotades flygplanet. Dess första flygning skedde den 27 augusti 1974 och levererades till flygbolaget den 5 september 1974.

### Påstådda förövare
Hizbollah-specialisten Magnus Ranstorp från Saint Andrews-universitetet krediterar de "ledande" Hizbollah-medlemmarna Hassan Izz-Al-Din (senare inblandad i Kuwait Airways Flight 422-kapningen 1988) och Mohammed Ali Hammadi, vars bror var en av cheferna för Hizbollah Special Security Apparatus, med att hjälpa till med "övervakning och planering av själva incidenten och vara en aktiv deltagare i defusion och lösning."
| Nationalitet   | Passagerare | Besättning | Totalt |
| -------------- | ----------- | ---------- | ------ |
| Australien     | 3           | 0          | 3      |
| Frankrike      | 8           | 1          | 9      |
| Grekland       | 15          | 0          | 15     |
| Italien        | 11          | 0          | 11     |
| Storbritannien | 24          | 0          | 24     |
| USA            | 78          | 7          | 85     |
| Totalt         | 139         | 8          | 147    |

Den 10 oktober 2001, strax efter 11 september-attackerna, hade tre av de påstådda kaparna, Imad Mughniyeh, Ali Atwa och Hassan Izz-Al-Din, åtalats i USA:s federala distriktsdomstol för flygkapningen 1985, och fanns med bland de 22 ursprungliga flyktingarna som president George W. Bush tillkännagav för att placeras på FBI:s nybildade lista FBI Most Wanted Terrorists. I USA erbjuds fortfarande 5 miljoner dollar till den som kan komma med information som leder till arrestering och en fällande dom av Atwa och Izz-Al-Din.
Mohammed Ali Hammadi greps 1987 i Frankfurt i Västtyskland när han försökte smuggla flytande sprängämnen, två år efter kapningen av Flight 847. Utöver anklagelsen om olaglig import av sprängämnen ställdes han inför rätta och dömdes för mordet på Stethem. Straffet blev livstids fängelse. Hammadi frigavs dock av tyska tjänstemän den 20 december 2005 och återvände sedan till Libanon. Det har spekulerats om att hans villkorliga frigivning beviljades som en del av ett hemligt fångbyte, i utbyte mot att Susanne Osthoff frigavs. Osthoff hade tagits som gisslan i Irak en månad tidigare och släpptes veckan efter Hammadis villkorliga frigivning. USA bad formellt den libanesiska regeringen om en utlämning av Mohammed Ali Hammadi för mordet på Stethem den 14 februari 2006. Den 24 februari 2006 dök han upp på listan FBI Most Wanted Terrorists, under namnet Mohammed Ali "Hamadei". Han fanns med bland den andra gruppen av åtalade flyktingar som FBI nämnde på listan.
Flera nyhetskanaler rapporterade Hizbollahs tillkännagivande om döden av Imad Mughniyeh i en bilbombexplosion i Syrien den 13 februari 2008. De tre återstående flyktingarna från kapningen av Flight 847 finns kvar på listan, och är på fri fot.
Den 19 september 2019 arresterade grekisk polis en 65-årig libanesisk man som anklagades för att ha varit inblandad i kapningen. Mannen greps på Mykonos under en passkontroll för kryssningsfartygspassagerare. Han var ombord på ett kryssningsfartyg som hade färdats mellan Rhodos, Santorini och Mykonos. Mykonos var det sista stoppet innan han skulle återvända till Turkiet. Han släpptes senare efter att polisen konstaterat att det rörde sig om felaktig identitet.
Hizbollah förnekar enligt uppgifter Flight 847-kapningen, som finns bland dess förnekande av många andra attacker som har tillskrivits gruppen.